# Georg von Rechten
Georg(e) von Rechten (* 1730 in Bisekiez; † 3. Januar 1817 in Dresden) war ein königlich-sächsischer General der Infanterie.

## Leben und Werk
Er stammte aus der Adelsfamilie von Rechten und trat 1750 in den Dienst des König-Kurfürsten Friedrich August von Sachsen, u. a. kommandierte er die sächsischen Kordontruppen an der Grenze des Obersächsischen Kreises. Kurfürst Friedrich August ließ ihn 1805 zum General der Infanterie und Chef des Infanterie-Regiments zu Fuß befördern. 1810 gab er den Kommandeursposten in jüngere Hände.